# Centaurea promota
Centaurea promota — вид квіткових рослин родини айстрових (Asteraceae). Ендемік пн.-зх. Греції.
Населяє кам'янисті схили, субальпійські луки, сухі луки.